# Championnat de Sao Tomé-et-Principe de football
Le championnat de Sao Tomé-et-Principe de football a été créé en 1977. Il y a en réalité deux championnats : l'un sur l'île de Sao Tomé et l'autre sur l'île de Principe. Les deux champions se rencontrent pour désigner le champion national.

## Palmarès
- 1977 : Vitória FC
- 1978 : Vitória FC
- 1979 : Vitória FC
- 1980 : Desportivo de Guadalupe (en)
- 1981 : Desportivo de Guadalupe (en)
- 1982 : Sporting Clube da Praia Cruz
- 1983 : Non disputé
- 1984 : Andorinha Sport Club (en)
- 1985 : Sporting Clube da Praia Cruz
- 1986 : Vitória FC
- 1987 : Non disputé
- 1988 : 6 de Setembro
- 1989 : Vitória FC
- 1990 : GD Os Operários
- 1991 : Santana FC (en)
- 1992 : Non disputé
- 1993 : GD Os Operários
- 1994 : Sporting Clube da Praia Cruz
- 1995 : Inter Bom-Bom (en)
- 1996 : Bairros Unidos FC (en)
- 1997 : Non disputé
- 1998 : GD Os Operários
- 1999 : Sporting Clube da Praia Cruz
- 2000 : Inter Bom-Bom (en)
- 2001 : Bairros Unidos FC (en)
- 2002 : Non disputé
- 2003 : Inter Bom-Bom (en)
- 2004 : GD Os Operários
- 2005 : Non disputé
- 2006 : Non disputé
- 2007 : Sporting Clube da Praia Cruz
- 2008 : Non disputé
- 2009-2010 : GD Sundy (en)
- 2011 : Sporting Clube do Principe
- 2012 : Sporting Clube do Principe
- 2013 : Sporting Clube da Praia Cruz
- 2014 : UDRA
- 2015 : Sporting Clube da Praia Cruz
- 2016 : Sporting Clube da Praia Cruz
- 2017 : UDRA
- 2018 : UDRA
- 2019 : Agrosport (en)
- 2020 : Non disputé
- 2021-2022 : GD Os Operários

### Bilan
| Club                         | Île      | Titres | Année des titres                               |
| ---------------------------- | -------- | ------ | ---------------------------------------------- |
| Sporting Clube da Praia Cruz | São Tomé | 8      | 1982, 1985, 1994, 1999, 2007, 2013, 2015, 2016 |
| Vitória FC                   | São Tomé | 5      | 1977, 1978, 1979, 1986, 1989, 2011             |
| GD Os Operários              | Principe | 5      | 1990, 1993, 1998, 2004, 2022                   |
| UDRA                         | São Tomé | 3      | 2014, 2017, 2018                               |
| Inter Bom-Bom (en)           | São Tomé | 3      | 1995, 2000, 2003                               |
| Desportivo de Guadalupe (en) | São Tomé | 2      | 1980, 1981                                     |
| Bairros Unidos FC (en)       | São Tomé | 2      | 1996, 2001                                     |
| Sporting Clube do Principe   | Principe | 2      | 2011, 2012                                     |
| Andorinha Sport Club (en)    | São Tomé | 1      | 1984                                           |
| 6 de Setembro (Praia)        | São Tomé | 1      | 1988                                           |
| Santana FC (en)              | São Tomé | 1      | 1991                                           |
| GD Sundy (en)                | Principe | 1      | 2009-2010                                      |
| Agrosport (en)               | São Tomé | 1      | 2019                                           |